# Fordyce (Arkansas)
Fordyce è una località degli Stati Uniti d'America, capoluogo della contea di Dallas, nello Stato dell'Arkansas.